# فدراسیون بسکتبال انگلستان
فدراسیون بسکتبال انگلستان (انگلیسی: Basketball England) نهاد اداره کننده ورزش بسکتبال در کشور انگلستان است. این فدراسیون که در سال ۱۹۳۶ تاسیس شده مقر آن در شهر منچستر قرار دارد.